# Sverige i olympiska sommarspelen 1984
Sverige deltog i de olympiska sommarspelen 1984 med en trupp bestående av 174 deltagare, och totalt tog Sverige 19 medaljer.

## Medaljer
|         | Guld | Silver | Brons | Totalt |
| ------- | ---- | ------ | ----- | ------ |
| Sverige | 2    | 11     | 6     | 19     |

### Guld
- Agneta Andersson - Kanot, K1 500m
- Anna Olsson och Agneta Andersson - Kanot, K2 500m

### Silver
- Kent-Olle Johansson - Brottning, fjädervikt 62 kg
- Roger Tallroth - Brottning, weltervikt 74 kg
- Patrik Sjöberg - Friidrott, höjdhopp
- Björne Väggö - Fäktning, värja
- Bo Gustafsson - Friidrott, gång 50 km
- Lars-Erik Moberg - Kanot, K1 1000m
- Per-Inge Bengtsson och Lars-Erik Moberg - Kanot, K2 1000m
- Thomas Ohlsson, Tommy Karls, Per-Inge Bengtsson och Lars-Erik Moberg - Kanot, K4 1000m
- Anna Olsson, Agneta Andersson, Susanne Wiberg och Eva Karlsson - Kanot, K4 500m
- Svante Rasmuson - Modern femkamp, individuellt
- Ragnar Skanåker - Skytte, fripistol

### Brons
- Sören Claeson - Brottning, mellanvikt 82 kg
- Frank Andersson - Brottning, lätt tungvikt 90 kg
- Kenth Eldebrink - Friidrott, spjut
- Ingamay Bylund, Louise Nathhorst och Ulla Håkansson - Ridsport, dressyr lag
- Per Johansson - Simning, 100m frisim
- Thomas Lejdström, Bengt Baron, Mikael Örn och Per Johansson - Simning, 4x100m

## Boxning
Lättvikt
- Shadrach Odhiambo

Lätt weltervikt
- Stefan Sjöstrand

Weltervikt
- Vesa Koskela

Lätt mellanvikt
- Lotfi Ayed

Lätt tungvikt
- Christer Corpi

Tungvikt
- Håkan Brock

## Bågskytte
Damernas individuella
- Liselotte Andersson – 2468 poäng (→ 14:e plats)
- Ylva Iversson – 2420 poäng (→ 26:e plats)

Herrarnas individuella
- Göran Bjerendal – 2522 poäng (→ 6:e plats)
- Gert Bjerendal – 2481 poäng (→ 19:e plats)
- Tommy Quick – 2447 poäng (→ 27:e plats)

## Cykling
Damernas linjelopp
- Kristina Ranudd — 15:e plats
- Tuulikki Jahre — 16:e plats
- Marianne Berglund — 25:e plats
- Paula Westher — 35:e plats

## Friidrott
Herrar
Herrarnas 400 meter
- Tommy Johansson
  - Heat — 47,77 (→ Gick inte vidare)

Herrarnas 5 000 meter
- Mats Erixon
  - Heat — 13:44,45
  - Semifinal — 13:29,72
  - Final — 13:41,64 (→ 12:e plats)

Herrarnas maraton
- Tommy Persson — Fullföljde inte (→ ingen placering)
- Kjell-Erik Ståhl — Fullföljde inte (→ ingen placering)

Herrarnas 50 kilometer gång
- Bo Gustafsson
  - Final — 3:53:19 (→  Silver)

- Bengt Simonsen
  - Final — DSQ (→ ingen placering)

- Roland Nilsson
  - Final — DSQ (→ ingen placering)

Herrarnas höjdhopp
- Patrik Sjöberg
  - Kval — 2,24m
  - Final — 2,33m (→  Silver)

- Thomas Eriksson
  - Kval — 2,21m (→ Gick inte vidare)

Herrarnas tresteg
- Thomas Eriksson
  - Kval — 15,97m (→ Gick inte vidare)

Herrarnas spjutkastning
- Kenth Eldebrink
  - Kval — 81,06m
  - Final — 83,72m (→  Brons)

Herrarnas kulstötning
- Sören Tallhem
  - Kval — 19,94 m
  - Final — 19,81 m (→ 7:e plats)

- Yngve Wahlander
  - Kval — 18,28 m (→ Gick inte vidare)

Herrarnas diskuskastning
- Stefan Fernholm
  - Final — 63,22m (→ 8:e plats)

Herrarnas stavhopp
- Miro Zalar
  - Kval — inget resultat (→ Gick inte vidare)

Damer
Damernas 1 500 meter
- Jill McCabe
  - Heat — 4:16,48 (→ Gick inte vidare)

Damernas 3 000 meter
- Eva Ernström
  - Heat — 9,06,54 (→ Gick inte vidare)

Damernas 400 meter häck
- Ann-Louise Skoglund
  - Heat — 55,75
  - Semifinal — 55,17
  - Final — 55,43 (→ 5:e plats)

Damernas maraton
- Midde Hamrin
  - Final — 2:36:41 (→ 18:e plats)

Damernas längdhopp
- Annette Tånnander
  - Kval — 6,16 m (→ Gick inte vidare, 14:e plats)

Damernas sjukamp
- Kristine Tånnander
  - Resultat — 5985 poäng (→ 12:e plats)

- Annette Tånnander
  - Resultat — 5908 poäng (→ 14:e plats)

## Fäktning
Herrarnas värja
- Björne Väggö
- Jerri Bergström
- Greger Forslöw

Herrarnas värja, lag
- Jerri Bergström, Greger Forslöw, Kent Hjerpe, Jonas Rosén, Björne Väggö

Damernas florett
- Kerstin Palm

## Handboll
Herrar
Gruppspel
| Rank | Lag          | Pld | W | D | L | GF  | GA  | Poäng |  | Västtyskland | Danmark | Sverige | Spanien | USA   | Sydkorea |
| ---- | ------------ | --- | - | - | - | --- | --- | ----- |  | ------------ | ------- | ------- | ------- | ----- | -------- |
| 1.   | Västtyskland | 5   | 5 | 0 | 0 | 114 | 95  | 10    |  | X            | 20:18   | 18:17   | 18:16   | 21:19 | 37:25    |
| 2.   | Danmark      | 5   | 4 | 0 | 1 | 115 | 99  | 8     |  | 18:20        | X       | 26:19   | 21:16   | 19:16 | 31:28    |
| 3.   | Sverige      | 5   | 3 | 0 | 2 | 119 | 110 | 6     |  | 17:18        | 19:26   | X       | 26:25   | 21:18 | 36:23    |
| 4.   | Spanien      | 5   | 2 | 0 | 3 | 105 | 106 | 4     |  | 16:18        | 16:21   | 25:26   | X       | 17:16 | 31:25    |
| 5.   | USA          | 5   | 0 | 1 | 4 | 91  | 100 | 1     |  | 19:21        | 16:19   | 18:21   | 16:17   | X     | 22:22    |
| 6.   | Sydkorea     | 5   | 0 | 1 | 4 | 123 | 157 | 1     |  | 25:37        | 28:31   | 23:36   | 25:31   | 22:22 | X        |

## Modern femkamp
Herrarnas individuella tävling
- Svante Rasmuson – 5456 poäng (→  Silver)
- Martin Lamprecht – 4803 poäng (→ 30:e plats)
- Roderick Martin – 4205 poäng (→ 47:e plats)

Herrarnas lagtävling
- Svante Rasmuson, Martin Lamprecht, Roderick Martin

## Ridsport

### Dressyr
Lag om tre ekipage, samt tre individuella platser:
| Ryttare          | Häst     | Grand Prix | Grand Prix | Grand Prix Special | Placering |
| Ryttare          | Häst     | Poäng      | Placering  | Poäng              | Placering |
| ---------------- | -------- | ---------- | ---------- | ------------------ | --------- |
| Louise Nathhorst | Inferno  | 1459       | 26         | Ej kvalificerad    | -         |
| Ingamay Bylund   | Aleks    | 1582       | 7          | 1332               | 4         |
| Ulla Håkanson    | Flamingo | 1589       | 6          | 1197               | 12        |

| Ryttare                                       | Häst     | Grand Prix | Placering |
| Ryttare                                       | Häst     | Poäng      | Placering |
| --------------------------------------------- | -------- | ---------- | --------- |
| Louise Nathhorst Ingamay Bylund Ulla Håkanson | som ovan | 4630       | 3         |

### Fälttävlan
Lag om fyra ekipage, samt fyra individuella platser:
| Tävlande          | Häst       | Dressyr | Dressyr   | Steeplechase  | Steeplechase | Terrängbana   | Terrängbana | Hoppning | Totalt | Totalt    |
| Tävlande          | Häst       | Straff  | Placering | Straff hinder | Straff tid   | Straff hinder | Straff tid  | Straff   | Straff | Placering |
| ----------------- | ---------- | ------- | --------- | ------------- | ------------ | ------------- | ----------- | -------- | ------ | --------- |
| Jan Jönsson       | Isolde     | 57.60   | 10        | 0             | 0            | 0             | 28.80       | 0        | 86.40  | 18        |
| Göran Bresiner    | Bobalong   | 61.40   | 17        | 0             | 0            | 20            | 18.00       | 0.25     | 99.65  | 24        |
| Christian Persson | Joel       | 65.80   | 25        | 0             | 0            | 40            | 38.00       | 10       | 153.80 | 31        |
| Michael Petersson | Up to Date | 54.00   | 6         | 0             | 0            | 80            | 54.80       | 10       | 198.80 | 36        |

| Tävlande                                                       | Häst     | Dressyr | Steeplechase | Terrängbana | Hoppning | Totalt | Totalt    |
| Tävlande                                                       | Häst     | Straff  | Straff       | Straff      | Straff   | Straff | Placering |
| -------------------------------------------------------------- | -------- | ------- | ------------ | ----------- | -------- | ------ | --------- |
| Jan Jönsson Göran Bresiner Christian Persson Michael Petersson | som ovan | 173     | 173          | 329,6       | 339,85   | 339,85 | 8         |

### Hoppning
| Tävlande       | Häst      | Runda A | Runda B         | Total     |
| Tävlande       | Häst      | Straff  | Straff          | Placering |
| -------------- | --------- | ------- | --------------- | --------- |
| Peter Eriksson | Imperator | 25.75   | Ej kvalificerad | 39        |

## Simning

### Herrar
100 meter frisim
- Per Johansson
  - Försöksheat — 50,57
  - Final — 50,31 (→  Brons)

- Thomas Lejdström
  - Försöksheat — 51,19
  - B-Final — 51,64 (→ 13:e plats)

200 meter frisim
- Anders Holmertz
  - Försöksheat — 1.51,70
  - B-Final — 1.52,44 (→ 12:e plats)

- Thomas Lejdström
  - Försöksheat — 1.51,76
  - B-Final — 1.53,63 (→ 16:e plats)

400 meter frisim
- Anders Grillhammar
  - Försöksheat — 4.00,26 (→ gick inte vidare, 21:e plats)

- Anders Holmertz
  - Försöksheat — 4.03,07 (→ gick inte vidare, 23:e plats)

1500 meter frisim
- Anders Holmertz
  - Försöksheat — 16.11,38 (→ gick inte vidare, 22:e plats)

100 meter ryggsim
- Bengt Baron
  - Försöksheat — 57,66
  - Final — 57,34 (→ 6:e plats)

- Hans Fredin
  - Försöksheat — 58,39
  - B-Final — 58,31 (→ 13:e plats)

200 meter ryggsim
- Michael Söderlund
  - Försöksheat — 2.05,85
  - B-Final — 2.05,02 (→ 11:e plats)

- Hans Fredin
  - Försöksheat — 2.06,50 (→ gick inte vidare, 18:e plats)

100 meter bröstsim
- Peter Berggren
  - Försöksheat — 1.04,95
  - B-Final — 1.05,66 (→ 16:e plats)

100 meter fjärilsim
- Bengt Baron
  - Försöksheat — 54,67
  - Final — 55,14 (→ 8:e plats)

200 meter fjärilsim
- Thomas Lejdström
  - Försöksheat — 2.03,81 (→ gick inte vidare, 20:e plats)

200 meter medley
- Mikael Örn
  - Försöksheat — 2.07,56
  - B-Final — 2.11,79 (→ 16:e plats)

- Anders Peterson
  - Försöksheat — 2.08,35 (→ gick inte vidare, 20:e plats)

400 meter medley
- Anders Peterson
  - Försöksheat — 4.32,93
  - B-Final — 4.27,95 (→ 9:e plats)

4 × 100 meter frisim
- Richard Milton, Michael Söderlund, Mikael Örn och Per Johansson
  - Försöksheat — 3.23,86
- Thomas Lejdström, Bengt Baron, Mikael Örn och Per Johansson
  - Final — 3.22,69 (→  Brons)

4 × 200 meter frisim
- Michael Söderlund, Tommy Werner, Mikael Örn och Anders Holmertz
  - Försöksheat — 7.28,60
- Michael Söderlund, Tommy Werner, Anders Holmertz och Thomas Lejdström
  - Final — 7.26,53 (→ 6:e plats)

4 × 100 meter medley
- Michael Söderlund, Peter Berggren, Bengt Baron och Per Johansson
  - Försöksheat — 3.49,76
- Bengt Baron, Peter Berggren, Thomas Lejdström och Per Johansson
  - Final — 3.47,13 (→ 5:e plats)

### Damer
100 meter frisim
- Agneta Eriksson
  - Försöksheat — 58,43
  - B-Final — 58,08 (→ 15:e plats)

- Maria Kardum
  - Försöksheat — 58,22
  - B-Final — 58,12 (→ 16:e plats)

200 meter frisim
- Ann Linder
  - Försöksheat — 2.04,60
  - B-Final — 2.03,85 (→ 12:e plats)

- Maria Kardum
  - Försöksheat — Startade inte

400 meter frisim
- Ann Linder
  - Försöksheat — 4.18,28
  - B-Final — 4.17,55 (→ 11:e plats)

800 meter frisim
- Ann Linder
  - Försöksheat — 8.50,80 (→ gick inte vidare, 9:e plats)

4 × 100 meter frisim
- Maria Kardum, Agneta Eriksson, Petra Hilder och Malin Rundgren
  - Försöksheat — 3.52,27
- Maria Kardum, Agneta Eriksson, Petra Hilder och Karin Furuhed
  - Final — 3.51,24 (→ 7:e plats)

4 × 100 meter medley
- Anna-Karin Eriksson, Eva-Marie Håkansson, Agneta Eriksson och Maria Kardum
  - Försöksheat — 4.17,65
  - Final — Diskvalificerade

100 meter ryggsim
- Anna-Karin Eriksson
  - Försöksheat — 1.06,09 (→ gick inte vidare, 20:e plats)

200 meter ryggsim
- Sofia Kraft
  - Försöksheat — 2.19,73
  - B-Final — 2.19,37 (→ 15:e plats)

200 meter medley
- Anette Philipsson
  - Försöksheat — 2.21,70
  - B-Final — 2.21,54 (→ 12:e plats)

- Maria Kardum
  - Försöksheat — 2.22,87 (→ gick inte vidare, 18:e plats)

400 meter medley
- Sofia Kraft
  - Försöksheat — 4.55,10
  - B-Final — 4.53,25 (→ 10:e plats)